# Evangelische Kirche (Ratiboř)

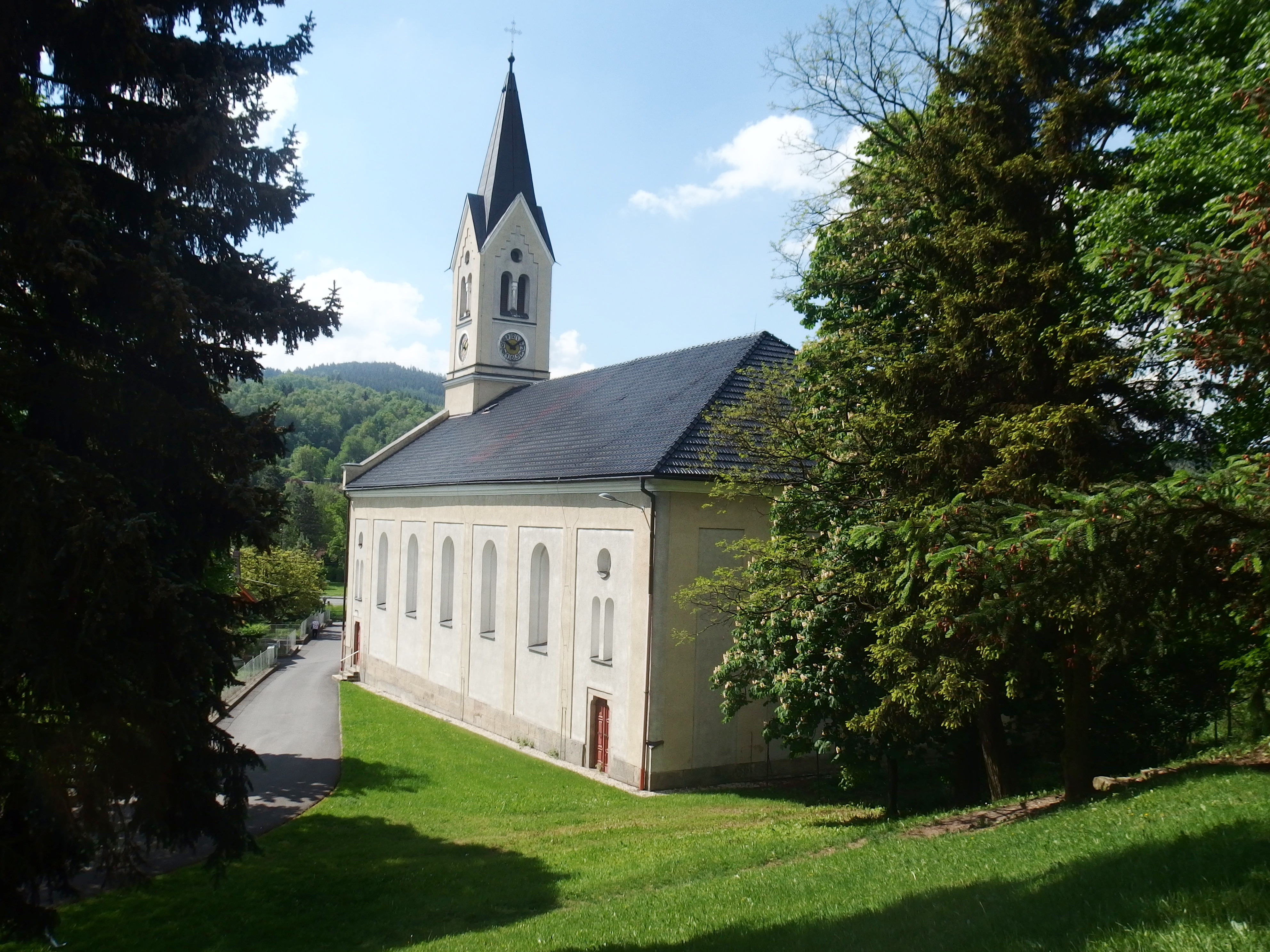
Evangelische Kirche Ratiboř

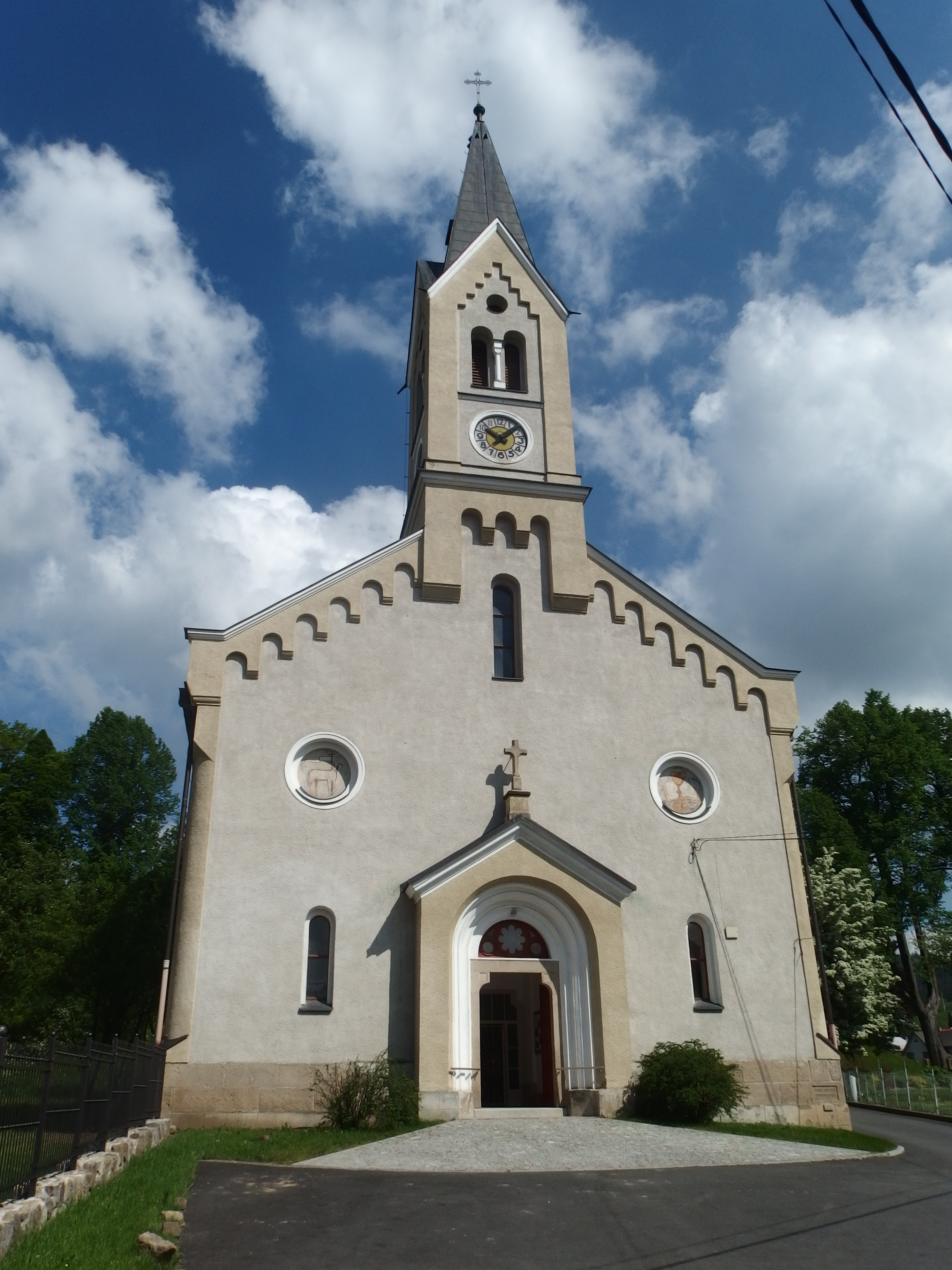
Fassade

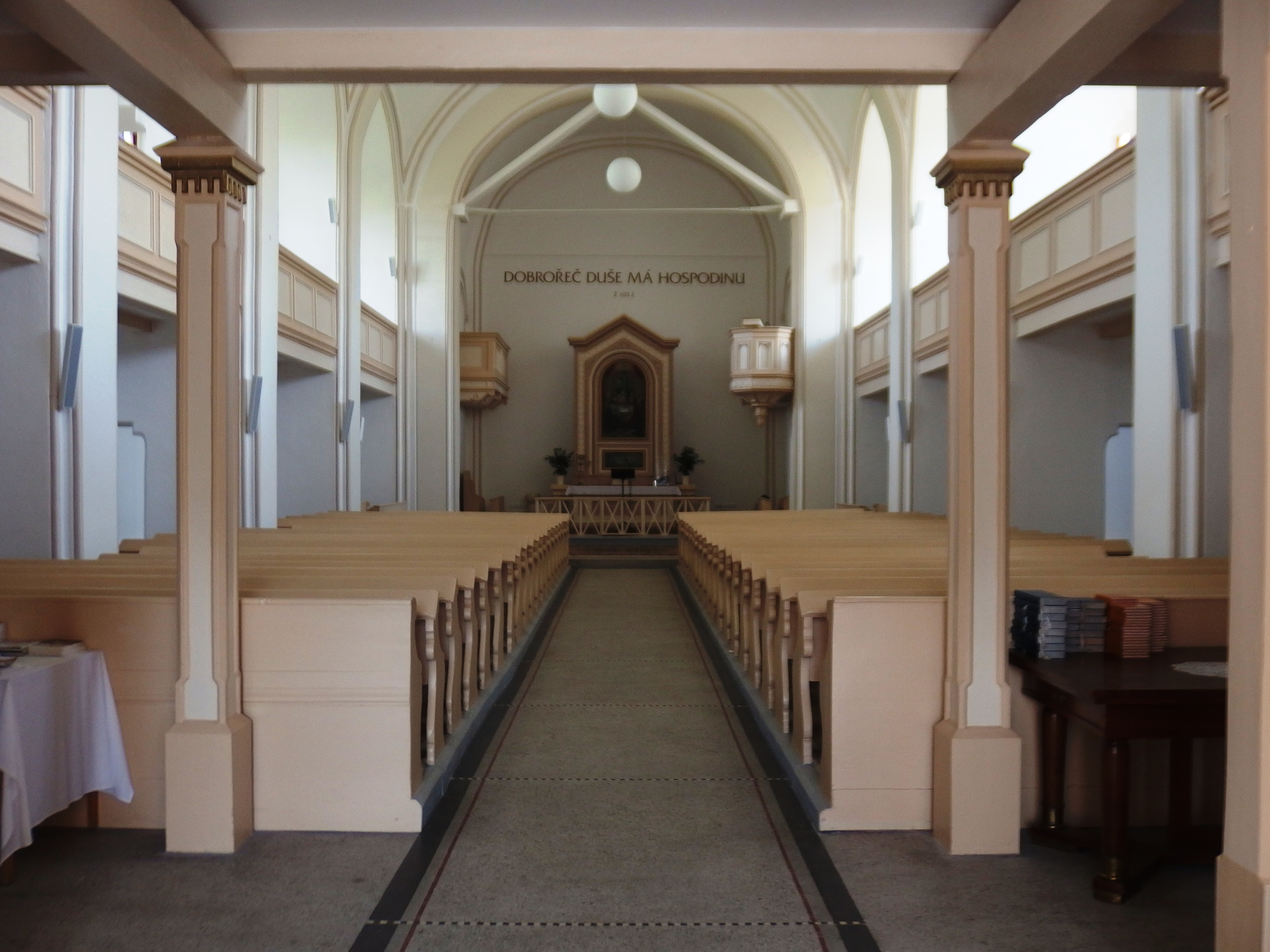
Kirchenraum

Die evangelische Kirche ist ein Kirchenbauwerk in Ratiboř u Vsetína (deutsch Ratiborsch), einer Gemeinde in der Mährischen Walachei im Okres Vsetín in Tschechien.

## Geschichte
Unter der Gutsherrschaft der Nekeš von Landek waren ab 1550 die meisten der Bewohner von Ratibor protestantisch geworden, und erst ab 1613 wurde unter dem Nachfolger Albrecht von Waldstein die katholische Pfarre im benachbarten Pržno wieder errichtet. Die evangelische Bewegung überlebte als Geheimprotestantismus, um dann im späteren 18. Jahrhundert unter dem engagierten Prediger Jan Maniš wieder an die Öffentlichkeit zu treten. Unmittelbar nach dem Toleranzpatent Kaiser Josephs II., aufgrund dessen sich fast die gesamte Ortsbevölkerung als evangelisch hatte registrieren lassen, hatte Ratiboř 1782 eine der frühen Toleranzkirchen erhalten.
1842 fiel die Entscheidung, das in Holz errichtete Bauwerk durch einen Massivbau zu ersetzen, doch führten Finanzierungsprobleme bereits im darauffolgenden Jahr zur Einstellung der Bauarbeiten. Mit dem 1861 erlassenen Protestantenpatent Kaiser Franz Josephs, das mit der rechtlichen Gleichstellung des evangelischen Bekenntnisses auch die Errichtung von Kirchenbauten mit Kirchtürmen gestattete, konnte, finanziell unterstützt durch den Gustav-Adolf-Verein, der liegengebliebene Kirchenbau wiederaufgenommen werden, die Einweihung der vollendeten Kirche fand am Reformationstag (31. Oktober) des Jahres 1861 statt. Die Pläne für den Kirchenbau entwarf der Wiener Architekt Ludwig Förster, der zuvor unter ähnlichen Bedingungen den Bau der evangelischen Kirche in Suchdol zu Ende geführt hatte.
Nach dem Zweiten Weltkrieg ging die Kirche in den Besitz der Evangelischen Kirche der Böhmischen Brüder über. 2015 konnte, wieder mit Unterstützung des Gustav-Adolf-Vereins, der Dachstuhl der Kirche saniert und damit die umfassende Restaurierung der Kirche eingeleitet werden.

## Architektur
Der in der Formensprache des Rundbogenstils errichtete, von einem Giebeldachreiter bekrönte Kirchenbau stellt, wie die evangelische Kirche in Suchdol, eine Wandpfeilerkirche dar, deren Mittelschiff mit Kuppelsegmenten (sogenannten Platzlgewölben) gedeckt ist. Der Kirchenraum besitzt eine umlaufende Galerie. Der als rundbogiges Portal gestaltete Altar enthält ein Bild des Letzten Abendmahls.